# Phare de Llobregat
Le phare de Llobregat (ou Torre del Riu) est un phare situé à proximité de l'entrée du port de Barcelone, dans la province de Barcelone (Catalogne) en Espagne. Il est classé Bien d'intérêt culturel.
Il est géré par l'autorité portuaire du Port de Barcelone.

## Histoire
Ce phare historique est le plus vieux des phares de Catalogne. Il est désormais entouré par le développement industriel sur le côté sud du port de Barcelone. Il a été menacé par l'érosion du littoral mais il a pu être sauvé par des travaux de maintien. Il devait être démoli à la mise en service du phare de Montjuïc en 1925 mais il a été préservé de la destruction à la demande du monde maritime . Il est érigé sur le côté nord de la rivière Llobregat, devant l'entrée du port de Barcelone sur l'ancienne Torre del Riu.
Il a été mis en service en 1852, pour servir de guide à l'entrée du port de Barcelone et marquer la dangerosité des bancs de sable dans l'embouchure de la rivière Llobregat. C'est une construction complexe, la tour de la lanterne est octogonale et elle est montée sur une tourelle carrée, elle-même centrée sur un bâtiment technique circulaire de deux étages. L'édifice en maçonnerie mesure 31 m de haut. La lanterne et son dôme sont en verre, au-dessus d'une triple galerie. IUl a été totalement électrifié en 1961 et sa lumière a été automatisé en 1986. Il émet un flash blanc toutes les 5 secondes.
Identifiant : ARLHS : SPA001 ; ES-29630 - Amirauté : E0398 - NGA : 5752.

### Lien connexe
- Liste des phares d'Espagne